# Mario Fehr

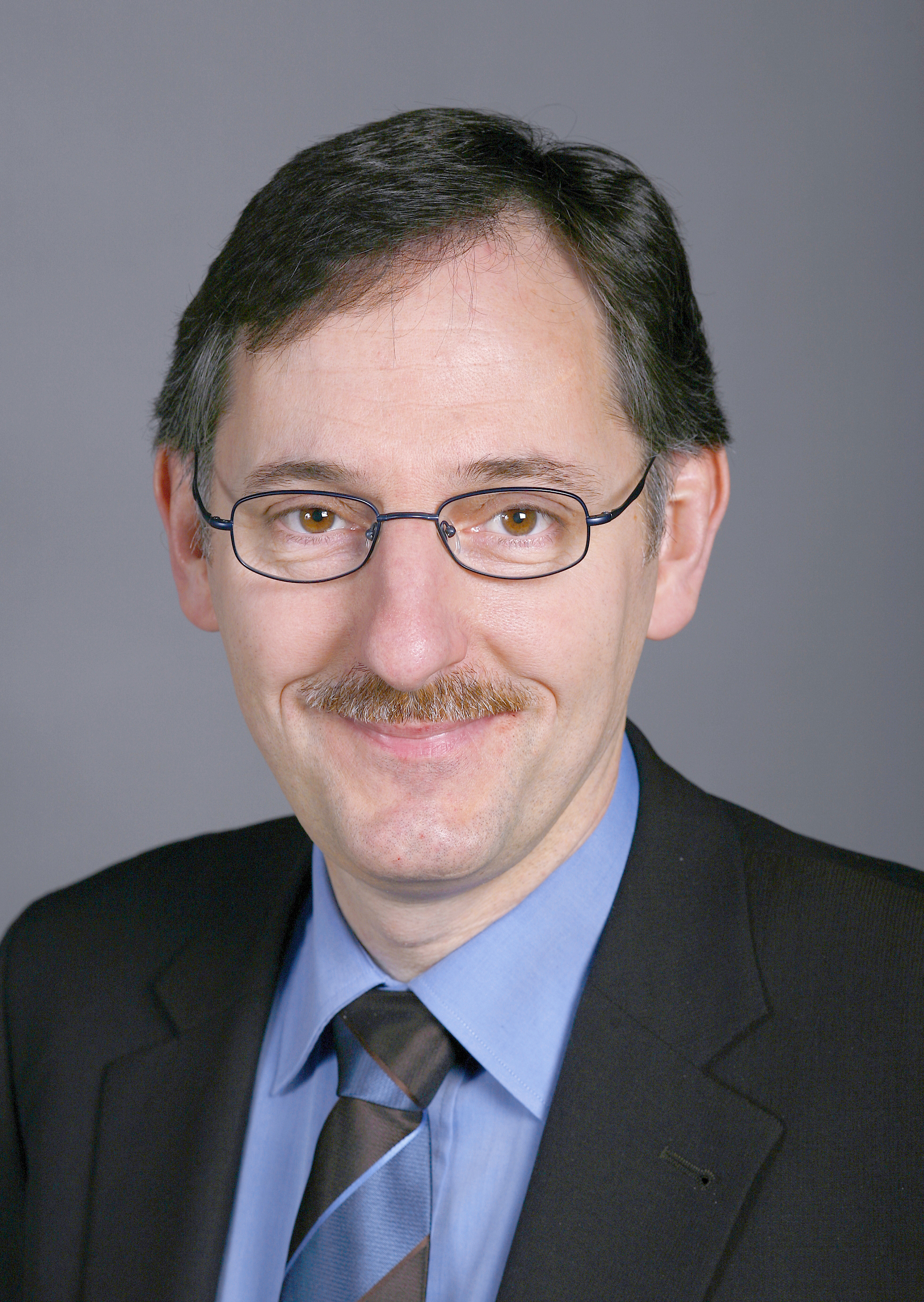
Mario Fehr (2007)

Mario Fehr (* 13. September 1958 in Zürich; heimatberechtigt in Adliswil und Küsnacht) ist ein Schweizer Politiker (parteilos, bis Juni 2021 SP).

## Biografie
Mario Fehr studierte Rechtswissenschaften. Fehr kandidierte 1982 erstmals auf der Liste des Landesrings der Unabhängigen für den Adliswiler Gemeinderat. In der Zürcher Vorortsgemeinde Adliswil war er von 1986 bis 1994 Abgeordneter im Gemeinderat und ab 1994 Stadtrat und Ressortvorsteher für die Bereiche Jugend, Freizeit und Sport. Im Herbst 2009 gab er seinen Rücktritt aus dem Adliswiler Stadtrat per Ende Januar 2010 bekannt. Er sass von 1991 bis 2000 im Kantonsrat von Zürich und war von 2000 bis 2005 Zürcher Verfassungsrat. Bei den Schweizer Parlamentswahlen 1999 zog er in den Nationalrat, wo er Präsident der Parlamentarischen Gruppe für Tibet wurde. Bei den Wahlen 2011 gab Fehr, inzwischen Regierungsrat, sein Mandat als Nationalrat ab und trat nicht mehr an.
Von 1992 bis 2008 war Fehr Lehrer an der Technischen Berufsschule Zürich. Von 2006 bis 2011 präsidierte er den KV Schweiz. Am 3. April 2011 wurde er als Nachfolger von Markus Notter mit 137'035 Stimmen (dem besten Ergebnis aller Kandidaten) in den Zürcher Regierungsrat gewählt, wo er die Sicherheitsdirektion übernahm. 2015 wurde er mit 146'307 Stimmen (zweitbestes Ergebnis) wiedergewählt. 2016/2017 war er Präsident des Regierungsrates.
Durch die Veröffentlichungen von Wikileaks wurde bekannt, dass die Kantonspolizei Zürich ohne entsprechende gesetzliche Grundlagen Überwachungssoftware (Trojaner) angeschafft hatte. Die Jungsozialisten reichten deswegen im Sommer 2015 eine Strafanzeige gegen Mario Fehr als Vorsteher der Sicherheitsdirektion ein. Daraufhin sistierte Mario Fehr seine Mitgliedschaft bei den Sozialdemokraten, bis die Anzeige im November 2015 nicht mehr weiter verfolgt wurde.
In der Kritik steht Fehr auch, weil er im Abstimmungskampf um das neue Polizei- und Justizzentrum Zürich versprochen hatte, dass die Polizei das Kasernenareal in der Zürcher Innenstadt freimachen werde. Mit Verweis auf weiteren Raumbedarf hat der Regierungsrat aber entschieden, dass doch kantonale Polizeieinheiten auf dem Kasernenareal verbleiben.
Für die Regierungsratswahlen 2019 wurde Fehr von seiner Partei nur mit knapper Mehrheit und gegen den Widerstand der Stadtzürcher SP wieder nominiert. Die Grünen und die AL verweigerten ihm die Unterstützung, obwohl die drei Parteien ansonsten ihre Kandidaten gegenseitig zur Wahl empfahlen. Dennoch wurde er von allen Kandidaten mit dem deutlich besten Ergebnis wiedergewählt (173'231 Stimmen).
Im Oktober 2020 führte ein Vorfall, bei dem zwei abgewiesene Asylbewerber aus einem Fenster stürzten, und die Pressemitteilung aus Fehrs Direktion dazu, dass sich die Kantonalzürcher SP von ihm distanzierte und die Juso seinen Rücktritt forderte. Verteidigt wurde er hingegen unter anderen von Benjamin Fischer, dem Präsidenten der SVP Kanton Zürich. Die SP wollte ihn für die nächste Wahl nicht mehr als Regierungsrat kandidieren lassen.
Am 18. Juni 2021 gab Fehr seinen Austritt aus der SP bekannt. Als Grund gab er Spannungen mit der ihm zufolge «zunehmend ideologischen und nach links abdriftenden» Führung der Zürcher SP an. Er wolle als Parteiloser Mitglied des Regierungsrates bleiben.
Fehr trat bei den kantonalen Wahlen in Zürich 2023 als Parteiloser erneut an und wurde mit dem besten Resultat aller Kandidaten wiedergewählt. 2023/24 war er erneut Regierungsratspräsident.
Fehr wohnt in Adliswil.